# Maxtaco
Maxtaco är en ort i Mexiko.   Den ligger i kommunen Teziutlán och delstaten Puebla, i den sydöstra delen av landet, 190 km öster om huvudstaden Mexico City. Maxtaco ligger 1 822 meter över havet och antalet invånare är 745.
Terrängen runt Maxtaco är bergig. Runt Maxtaco är det ganska tätbefolkat, med 149 invånare per kvadratkilometer. Närmaste större samhälle är Teziutlan, 1,8 km sydväst om Maxtaco. I omgivningarna runt Maxtaco växer huvudsakligen savannskog.